# Bārān Dūz
Bārān Dūz (persiska: باران دوز, باراندوز, Bārāndūz) är en ort i Iran.   Den ligger i provinsen Västazarbaijan, i den nordvästra delen av landet, 600 km väster om huvudstaden Teheran. Bārān Dūz ligger 1 339 meter över havet och antalet invånare är 834.
Terrängen runt Bārān Dūz är kuperad åt sydväst, men åt nordost är den platt.Runt Bārān Dūz är det ganska tätbefolkat, med 185 invånare per kvadratkilometer. Närmaste större samhälle är Urmia, 16,4 km norr om Bārān Dūz. Trakten runt Bārān Dūz består till största delen av jordbruksmark.